# Parafia Matki Bożej Częstochowskiej w Rabce-Zdroju
Parafia Matki Bożej Częstochowskiej w Rabce-Zdroju – parafia rzymskokatolicka należąca do dekanatu Rabka archidiecezji krakowskiej. Została utworzona w 1989. Kościół parafialny wybudowany w 1987, konsekrowany w 1987 roku. Mieści się przy ulicy Zaryte.

## Proboszczowie
- ks. Tadeusz Bogucki (1994–2025)[1]
- ks. Adam Ból (2025– )[2]